# Veigaiidae
Super-famille
Famille
Les Veigaiidae Oudemans, 1939 sont une famille d'acariens Mesostigmata, la seule des Veigaioidea. Elle contient trois genres et plus de 70 espèces. Gamasolaelaptidae Oudemans, 1939 en est synonyme.

## Classification
- Cyrthydrolaelaps Berlese, 1904
- Gamasolaelaps Berlese, 1903 synonyme Metaparasitus Oudemans & Voigts, 1904 et Gorirossia Farrier, 1957
- Veigaia Oudemans, 1905 synonyme Cyrtolaelaps Berlese, 1892 préoccupé par Berlese 1887